# عنف نرجسي
العنف النرجسي هو مصطلح ظهر في أواخر القرن العشرين واتخذ شهرة أوسع في أوائل القرن الواحد والعشرين نتيجة جهود أليس ميللر وغيرها من علماء مدرسة فرويد الحديثة ممن يرفضون التحليل النفسي لاعتباره مشابهًا للتربية المؤذية.
اعتمدت ميللر على مصطلح «العنف النرجسي» للإشارة إلى شكل محدد من العنف النفسي تجاه الأطفال بواسطة ما اعتبرتهم الآباء النرجسيين ممن يطالبون الأطفال بالتخلي عن رغباتهم ومشاعرهم لإرضاء رغبات الآباء في الحصول على التقدير مما يشكّل حالة العنف النرجسي. وقد استُعمل المصطلح بصورة أوسع للإشارة إلى أشكال من العنف في علاقات البالغين من جانب الشخص النرجسي.
تفترض ثقافة تطوير الذات المعاصرة أن الإنسان الذي يتعرض للأذى نتيجة النرجسية الأبوية في طفولته سيعاني من مشكلات الاعتمادية في مرحلة بلوغه. فالشاب البالغ الذي يعيش علاقة ما أو كان يعيشها مع شخص نرجسي ربما يعاني من عدم معرفة ما يشكّل العلاقات «الطبيعية».

## أنواع العلاقات
من الممكن أن يحدث العنف الجنسي في أي نوع من أنواع العلاقات سواء عائلية أو في مجال العمل وفي جميع الفئات العمرية.

### 1- رومانسي
العنف النرجسي من الممكن أن يمارس في العلاقات بين البالغين عندما يميل الشخص النرجسي إلى البحث عن شريك ضعيف من اجل الشعور بالقوة والسيطرة،
فالنرجسي يجعل من الضحية شخص ديناميكي يقوم بنفس العملية من خلال دورة العنف النرجسي المستمرة، وبالتالي عدم قدرة الشريك الضعيف على ترك هذه العلاقة المؤلمة قد يميل أشخاص ذوو طابع خاص إلي إنشاء علاقة ضعيفة مع الأشخاص النرجسيين.
تتميز علاقات النرجسيين بفترة من المثالية والمشاركة الكثيفة ثم تدهور سريع في قيمة العلاقة والتخلص السريع من الشريك، ومن الممكن أن يحدث هذا السيناريو (قطع الاتصال مع الشريك السابق والضغط عليه لجذب الشريك إلي الوراء) بدلا من الرفض، في بداية العلاقة أو (دورة جديدة) مع النرجسيين يظهر الشريك فقط الذات المثالية للنرجسيين بما في ذلك التعاطف الزائد والعطف والمفاتن وبمجرد ما يلتزم الشريك بالعلاقة سواء بالزواج أو علاقة عمل سوف يظهر الوجه الحقيقى للنرجسيين في الظهور و سيبدأ العنف النرجسي يظهر من خلال التعليقات التي تميل إلى التقليل ثم الاحتقار والتجاهل والزنا وتثليث العلاقات والتخريب وفي بعض الاحيان العنف البدنى.

## تربية الأبناء

### الأسلاف: فرينسي
قد تعود الجذور الأولى للاهتمام الحالي بالعنف النرجسي إلى آخر أعمال ساندور فرينسي (توفي عام 1933). ففي مساعي فرينسي المتحمسة المتواصلة غير المكتملة التي قام بها بغرض مساعدة الأفراد الذين أهملهم المحللون النفسيون الآخرون يأسًا، نجد البذور الأولى لجميع نظريات التحليل النفسي الحديثة حول اضطرابات «الانعزالية» و «النرجسية» و «الشخصية الحدية».
ففي بحثه الابتكاري «اضطراب الألسن بين البالغين والأطفال» أشار فرينسي إلى أنه «يمكن للأم أن تحضر جليسة أطفال لترعى أطفالها لفترة طويلة، والتي تعد في الحقيقة أمًا بديلة، وذلك نتيجة معاناتها من تربية الأطفال متجاهلة تمامًا مصالح أطفالها». فداخل هذه الأنماط المنحرفة من تفاعل الآباء/الأطفال يعتقد فرينسي أن «الصمت والكذب والنفاق لدى مقدمي الرعاية هي أكثر السمات الصادمة للعنف» - وتؤدي في النهاية إلى ما يُطلِق عليه «الإماتة النرجسية».
فحص فرينسي أيضًا هذه الاضطرابات في علاقة المعالج/المريض متهمًا نفسه بالعنف السادي (ضمنيًا، النرجسي) ضد المرضى.

### كوهيت وهورني وميللر
بعد مرور نصف قرن وفي أعقاب بيان كوهوت الابتكاري الذي أشار إلى أن عصر «النرجسية الطبيعية» ولاستحقاق النرجسي الطبيعي قد بدأ - بمعنى عصر الإمداد الأبوي المعياري للإشباع النرجسي - فهو المفهوم الذي ظهر عكسه باسم: العنف النرجسي. ووفقًا لكوهوت، يُعد عدم التقدير الأمومي الذي يظهر نتيجة الفشل في القيام بدور وظائف الذات النرجسية المتعلقة بـ «التقليد» سببًا في الاضطراب النرجسي. ويمكن أن يؤدي التقدير الأبوي إلى نفس النتيجة: فقد اختبر كوهوت على سبيل المثال واقعة اللوم المنتقل من الابن تجاه الأب غير المقلد الذي كان مشغولاً بتطوير ذاته ومن ثَمّ رفض الاستجابة لأصالة موقف ابنه.
لقد ألقت كارين هورني فعليًا الضوء بصورة مستقلة على اضطراب الشخصية - خاصة السعي المفرط للحب والسلطة - الناتج عن أذى مرحلة الطفولة بسبب نرجسية وعنف الأبوين. ومن ثَمّ رحّبت بجهود الوقت الراهن في هذا المجال التي تقوم بها أليس ميللر وآخرون.
تؤكد أليس ميللر بصورة خاصة على عملية تكاثر العنف النرجسي، وفكرة أن علاقات الحب والعلاقات مع الأطفال هي تكرار لحالات الانحرافات النرجسية السابقة. ويتفق العمل المبكر لميللر مع قصة كوهوت المتعلقة بالعجز في التشاعر والتقليد، وهذا بالإضافة إلى التأكيد على الطريقة التي من خلالها يجدد البالغون الجراح النرجسية ويخلدونها في سنواتهم المبكرة من خلال دورة بين الأجيال من العنف النرجسي. من وجهة نظر ميللر، عندما يتعرض الأطفال للعنف من أجل رغبات البالغين فإنهم قد يُظهرون قدرة مذهلة على الإدراك والاستجابة غريزيًا؛ بمعنى أنه يقوم بالدور الذي أُسند إليه دون وعي، لتلبية حاجة الأم أو كلٍ من الأبوين.

## كتابات أخرى
- Patricia Evans, Controlling People: How to Recognize, Understand, and Deal with People Who Try to Control You (2003)
- Alice Miller, The Drama of the Gifted Child (1979)
- Steven Stosny, Treating Attachment Abuse (1995)
- Estela Welldon, Mother, Madonna, Whore: The Idealization and Denigration of Motherhood (1988)